# Colonia Teyapan
Colonia Teyapan är en ort i Mexiko.   Den ligger i kommunen Zitlala och delstaten Guerrero, i den södra delen av landet, 190 km söder om huvudstaden Mexico City. Colonia Teyapan ligger 1 418 meter över havet och antalet invånare är 392.
Terrängen runt Colonia Teyapan är kuperad åt sydväst, men åt nordost är den bergig. Runt Colonia Teyapan är det ganska glesbefolkat, med 40 invånare per kvadratkilometer. Närmaste större samhälle är Chilapa de Alvarez, 9,2 km söder om Colonia Teyapan. I omgivningarna runt Colonia Teyapan växer huvudsakligen savannskog.